# Likwidacja powstańczych szpitali na warszawskiej Starówce
Likwidacja powstańczych szpitali na Starówce – wymordowanie przez oddziały Reinefartha i Dirlewangera rannych powstańców warszawskich, wziętych do niewoli na Starym Mieście. Masakra powstańczych szpitali odbyła się 2 września 1944 r., a jej ofiarą padło blisko 1 tys. rannych jeńców oraz kilka tysięcy osób cywilnych (razem nawet do 7 tys. ludzi). W tym samym czasie, wśród mordów, gwałtów i grabieży oddziały niemieckie wypędziły ze Starówki ocalałą ludność cywilną.

## Upadek Starówki

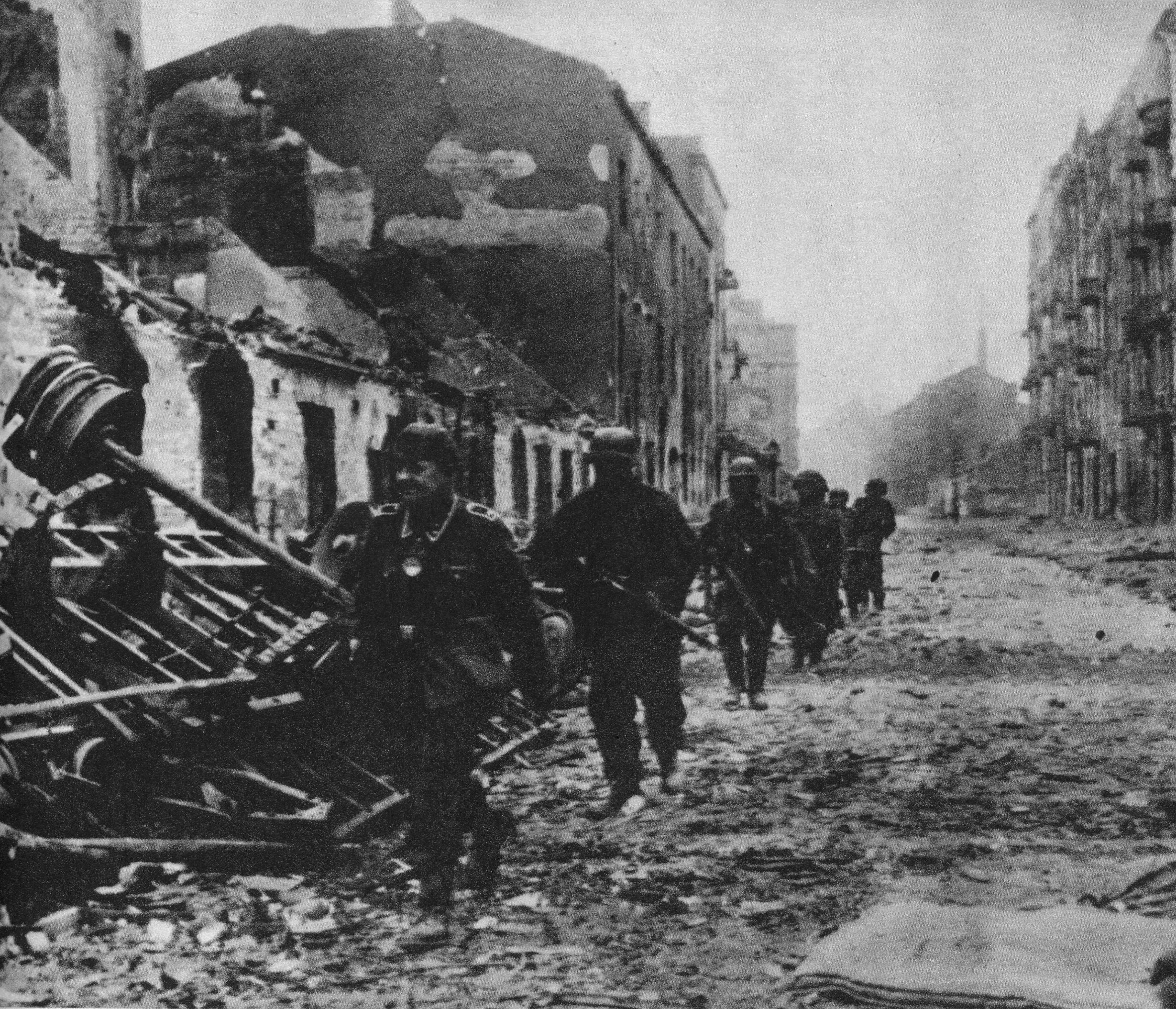
Oddział SS wkracza do ruin Starówki

1 września 1944 r. siły powstańcze broniące od dwóch tygodni Starego Miasta rozpoczęły w godzinach wieczornych generalny odwrót. W ciągu następnych kilkudziesięciu godzin ze Starówki do Śródmieścia przeszło kanałami około 4,5–5 tys. osób (głównie żołnierzy AK), podczas gdy na Żoliborz ewakuowało się około 800 ludzi – w szczególności żołnierzy Armii Ludowej i Żydowskiej Organizacji Bojowej. Dzielnicę opuściła wówczas większość lżej rannych powstańców oraz część personelu sanitarnego.
2 września, we wczesnych godzinach porannych, oddziały Grupy Bojowej „Reinefarth” (w tym kryminaliści z niesławnego pułku Dirlewangera, którzy wsławili się wcześniej bezprzykładną rzezią warszawskiej Woli) ostrożnie wkroczyły na opuszczone przez powstańców tereny Starego Miasta. O godzinie 6:00 samoloty niemieckie zrzuciły ulotki w języku polskim wzywające ludność cywilną do opuszczenia Starówki w ciągu dwóch godzin, grożąc jednocześnie, że po upływie wyznaczonego czasu dzielnica zostanie zrównana z ziemią. Wkraczający Niemcy wdali się w kilku miejscach w utarczki z ostatnimi powstańczymi ariergardami, złożonymi głównie z żołnierzy batalionów AK „Wigry” i „Czata”. W rezultacie niemieckie Stuki kilkukrotnie dokonały nalotów na kwartały Starego Miasta opuszczone przez powstańców, lecz nie zajęte jeszcze przez Niemców.
Tymczasem na terenach Starego Miasta wciąż pozostawało około 2500 ciężko rannych powstańców (niezdolnych do ewakuacji kanałami) oraz część opiekującego się nimi personelu medycznego. Antoni Przygoński oceniał, iż spośród tego grona blisko 1500 rannych żołnierzy znajdowało się w szpitalach i punktach sanitarnych, które rozsiane były po całej dzielnicy. Większość z nich ulokowano w: centralnym szpitalu powstańczym znajdującym się w gmachu Pałacu Raczyńskich przy ulicy Długiej 7 (ok. 450 rannych), kościele oo. Dominikanów pod wezwaniem św. Jacka (ok. 200 rannych), szpitalu przy ulicy Miodowej 23 (ok. 150 rannych), szpitalu przy ulicy Podwale 25 mieszczącym się w podziemiach restauracji „Krzywa Latarnia” (ok. 100 rannych), szpitalu batalionów AK „Wigry” i „Gustaw” przy ulicy Kilińskiego 1/3 (ok. 60 rannych), budynku Warszawskiego Towarzystwa Dobroczynności przy ulicy Freta 10 (ok. 60 rannych) oraz w szpitalu przy ulicy Podwale 46 mieszczącym się w piwnicach domu „Czarny Łabędź” (ok. 30 rannych).
Reszta rannych powstańców, w liczbie około tysiąca, ukryła się pomiędzy ludnością cywilną lub straciła życie w trakcie porannych nalotów Luftwaffe (zginęło wówczas m.in. ok. 300 rannych ze szpitala przy ulicy Świętojerskiej i 50 rannych ze szpitala przy Miodowej 23). Ponadto w ruinach Starego Miasta wciąż znajdowało się blisko 35 tys. cywilów, z czego około 5 tys. rannych.

## Wymordowanie rannych powstańców

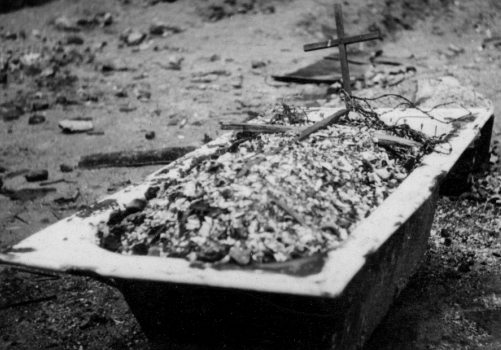
Wanna z prochami odnaleziona na ul. Wąski Dunaj

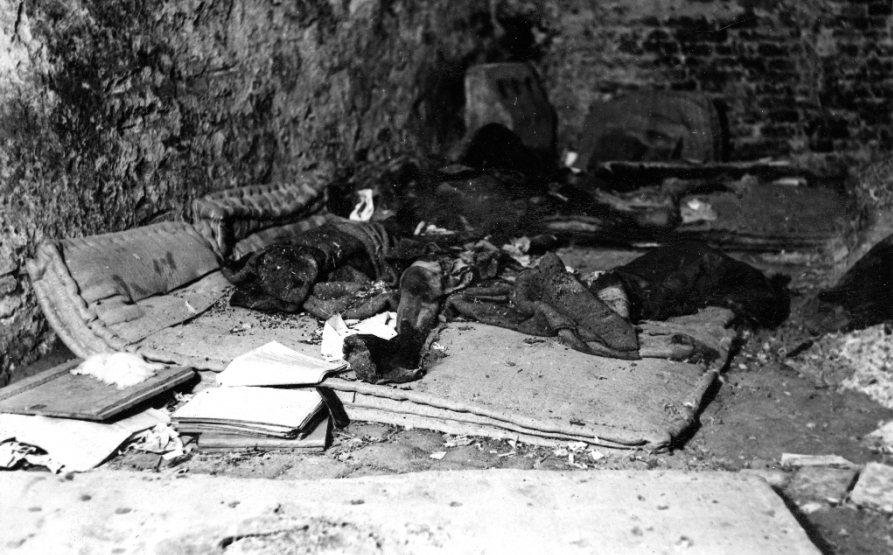
Szczątki powstańców zamordowanych w podziemiach Pałacu Raczyńskich (Długa 7)

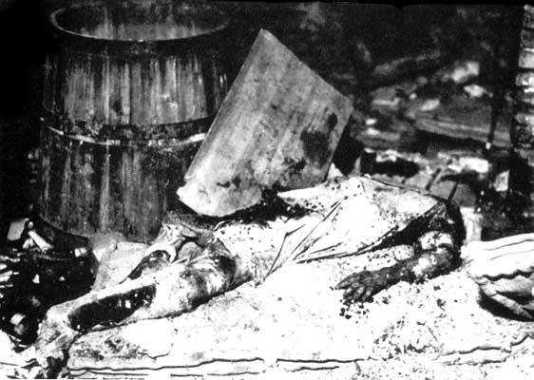
Podwórze szpitala przy ul. Długiej 9

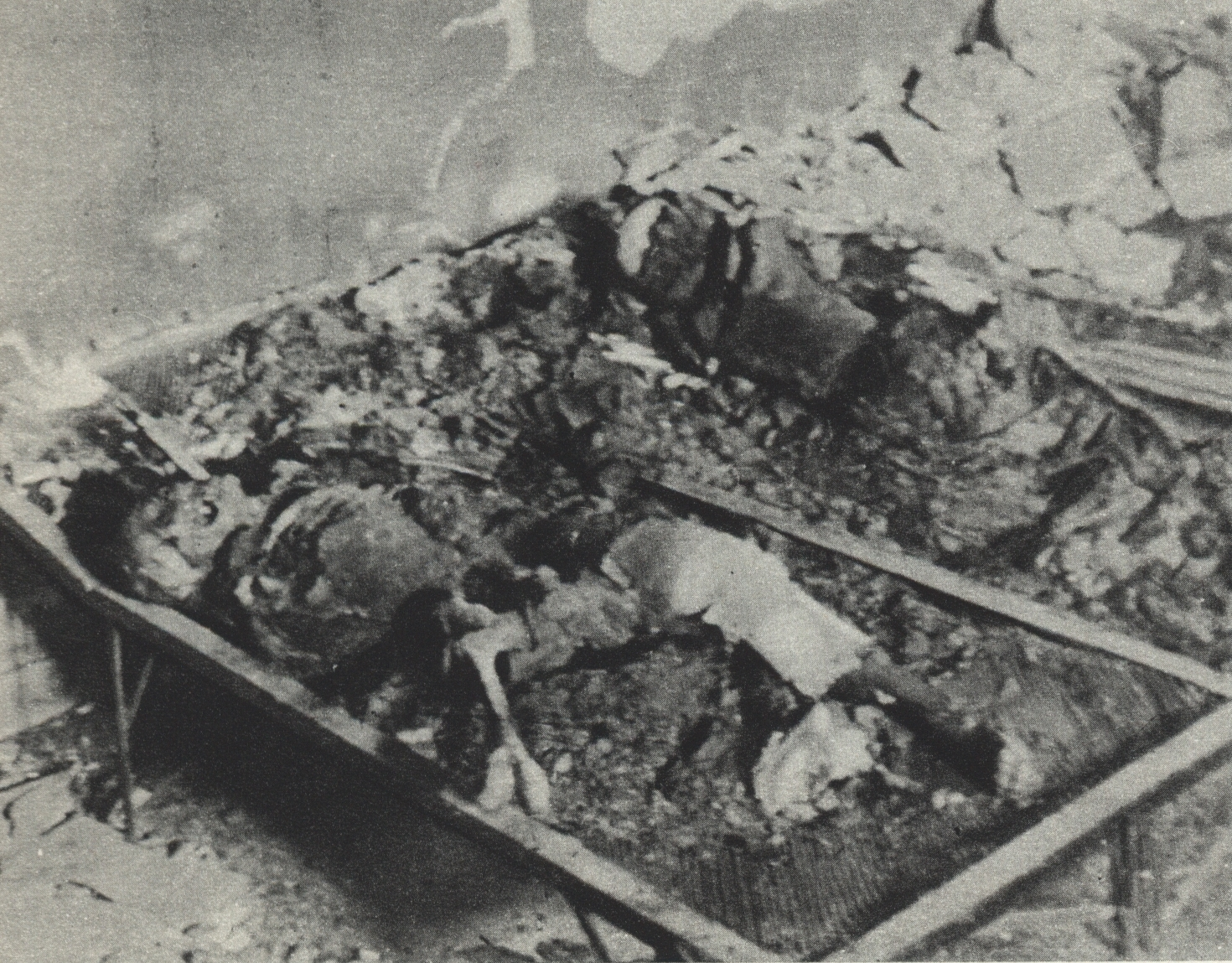
Szczątki powstańców zamordowanych w szpitalu przy ul. Długiej 15 (róg Miodowej)

Pominąwszy kilka sporadycznych wypadków zabijania rannych można uznać, iż pierwsi Niemcy, którzy weszli na teren powstańczych szpitali zachowywali się z początku dość poprawnie. Niektórzy niemieccy oficerowie obiecywali nawet dostarczenie rannym żywności i środków opatrunkowych. Sytuacja uległa jednak radykalnej zmianie około godziny 11:00. Antoni Przygoński podejrzewał, iż w międzyczasie musiała zapaść w dowództwie niemieckim decyzja o wymordowaniu rannych. Prawdopodobnie została ona podjęta przez SS-Gruppenführera Reinefartha – być może nawet w porozumieniu z głównodowodzącym sił niemieckich w Warszawie, SS-Obergruppenführerem Erichem von dem Bach-Zelewskim. Powstańcze szpitale likwidowano zazwyczaj według bardzo podobnego schematu. Niemcy i kolaboranci ze wschodnich jednostek ochotniczych wpadali do szpitalnych pomieszczeń nakazując personelowi oraz lżej rannym opuścić budynek w ciągu 5-10 minut. Po upływie wyznaczonego czasu (lub nawet wcześniej) podpalali szpital i przystępowali do mordowania rannych Polaków, często pastwiąc się nad nimi w okrutny sposób. Wielu rannych spalono żywcem (m.in. w szpitalach na Podwalu i przy ul. Kilińskiego 1/3). Dochodziło do przypadków mordowania członków personelu medycznego. Powstańcze sanitariuszki oraz lżej ranne pacjentki padały ofiarą gwałtów.

W drzwiach stanęła pielęgniarka z małą białą flagą. Weszliśmy do środka z nastawionymi bagnetami. Ogromna hala z łóżkami i materacami na podłodze. Wszędzie ranni. Oprócz Polaków leżeli tam ciężko ranni Niemcy. Prosili, żeby nie zabijać Polaków (…). Ale za nami biegli już dirlewangerowcy (...). SS-mani rozstrzelali wszystkich rannych. Rozwalali im głowy kolbami. Niemieccy ranni krzyczeli i płakali. Potem dirlewangerowcy rzucili się na siostry, zdzierali z nich ubrania. Nas wypędzili na wartę. Słychać było krzyki kobiet – wspomnienia sapera Mathiasa Schenka .

Niemcy i Ukraińcy wpadają do szpitala powstańczego.(...) jak bydło zaczęli kopać i bić rannych leżących na ziemi, wyzywając ich od skurwysynów i polskich bandytów.(...) Biedakom leżącym na ziemi roztrzaskiwali buciorami głowy, rycząc przy tym okropnie, kopiąc i waląc, gdzie tylko mogli. Krew i mózgi nieszczęsnych bryzgały na wszystkie strony – wspomnienia Kamili Merwartowej.

Lżej rannym oraz ocalałemu personelowi nakazywano zwykle opuszczenie Starego Miasta wraz z ludnością cywilną. Tylko nielicznym pacjentom udało się jednak ujść z życiem. Jeszcze na terenie Starówki oficerowie SS dokonywali „selekcji”, starając się wyłowić w tłumie wypędzonych ukrytych powstańców. Osoby podejrzane zabijano zazwyczaj na miejscu. Do największych egzekucji doszło na tzw. międzymurzu (ul. Wąski Dunaj), gdzie rozstrzelano od 70 do 100 osób (głównie rannych powstańców). Zwłoki pomordowanych palono, a kiedy w styczniu 1945 roku pierwsi warszawiacy wrócili na Starówkę, znaleźli na Wąskim Dunaju całą wannę napełnioną ludzkimi prochami. Około 55 osób zostało również rozstrzelanych na placu Zamkowym. Na placu Krasińskich Niemcy rozstrzelali kilkudziesięciu Żydów uwolnionych przez powstańców z obozu przy ul. Gęsiej.
Ponadto selekcje i egzekucje były przeprowadzane przez Niemców na Stawkach, w Parku Traugutta, jak również na Woli – w fabryce Pfeiffera przy ulicy Okopowej oraz w okolicach kościoła św. Wojciecha. „Selekcje” nie zawsze miały zorganizowany charakter, gdyż w zasadzie każdy szeregowy żołnierz niemiecki mógł swobodnie uznać znajdującego się w tłumie uchodźców człowieka za ukrytego powstańca i zamordować go w pobliskich ruinach. Ocaleli powstańcy ze szpitala przy ul. Długiej 7 wspominali na przykład, iż w trakcie „ewakuacji” placówki cały odcinek Podwala – od ul. Długiej do placu Zamkowego – był obstawiony przez Niemców i kolaborantów z najprzeróżniejszych formacji, którzy pod byle pretekstem starali się wyłowić z tłumu osoby uznane za uczestników powstania. Zdarzyło się nawet, że jeden z rannych został zastrzelony tylko dlatego, iż rewidujący go Niemiec znalazł przy nim ziarenko kawy, które „mogło pochodzić z niemieckich magazynów żywnościowych”.
W dniu 2 września Niemcy zlikwidowali następujące powstańcze szpitale na Starówce:
- szpital przy ulicy Długiej 7 (gmach Pałacu Raczyńskich w Warszawie) – w godzinach porannych Niemcy zajęli szpital, mordując już na wstępie trzech rannych. Zaraz potem, na Długiej 7 pojawiła się jednak druga grupa żołnierzy, którzy zachowywali się względnie poprawnie, pozwalając m.in. pacjentom na spożycie obiadu[16]. Niemiecki oficer obiecał dostarczyć rannym żywność i środki opatrunkowe[6]. Nastawienie Niemców uległo jednak radykalnej zmianie około południa[17], kiedy to do szpitala przybyła grupa SS-manów dowodzona przez Hauptsturmführera Kotschke. Rozkazał on personelowi i lżej rannym opuścić budynek w ciągu 10 minut. Następnie SS-mani zamordowali na terenie szpitala kilkuset ciężko rannych powstańców, którzy nie byli w stanie samodzielnie się poruszać. Pacjentów zabijano za pomocą granatów i broni maszynowej. Około 100 osób[17] Niemcy zgromadzili na dziedzińcu Pałacu Raczyńskich, gdzie rozstrzelano kolejnych 20-30 ludzi. Zginęła m.in. sanitariuszka „Ninka”, która próbowała ocalić swojego rannego męża. Resztę pognano wraz z ludnością cywilną na plac Zamkowy, mordując po drodze wielu rannych (m.in. na Wąskim Dunaju[17]) oraz cztery sanitariuszki. Z całej grupy ocalało zaledwie ok. 20 osób, które uratowała interwencja niemieckiego lekarza – dr. Müllera[6]. Kilkunastu ciężko rannych zdołało poza tym przeżyć ukrywszy się w piwnicach szpitala[18]. Łącznie zamordowano ok. 430 pacjentów szpitala przy ulicy Długiej 7[13].
- szpitale „Pod Krzywą Latarnią” (Podwale 25) i „Czarny Łabędź” (Podwale 46) – w obu szpitalach znajdowało się 2 września około 130 rannych plus personel medyczny. Zaraz po opanowaniu „Czarnego Łabędzia” pijany niemiecki oficer zamordował trzech rannych, a później usiłował zgwałcić opiekującą się nimi sanitariuszkę. Druga grupa Niemców, która przybyła zaraz potem zachowywała się jednak dość poprawnie – żołnierze wydali nawet rannym po kieliszku wódki[19]. W szpitalu „Pod Krzywą Latarnią” ograniczyli się natomiast początkowo do ograbienia rannych i personelu. Po pewnym czasie Niemcy przystąpili jednak do likwidacji obu szpitali. „Pod Krzywą Latarnią” pozwolili opuścić budynek niespełna 20 osobom (w „Czarnym Łabędziu” leżeli sami ciężko ranni). Szpitale zostały następnie podpalone, a przebywający w nich ranni spłonęli żywcem lub zostali zastrzeleni podczas próby opuszczenia płonących budynków. Większość rannych z ocalałej 20-osobowej grupy rozstrzelano później na Wąskim Dunaju[20].
- szpital przy ulicy Kilińskiego 1/3 – szpital jako jeden z pierwszych został 2 września podpalony przez Niemców. Większość przebywających w budynku rannych spłonęła żywcem. Na prośbę księdza Rostworowskiego pozwolono personelowi wynieść część pacjentów, lecz zaraz potem zostali oni zastrzeleni na podwórzu szpitala[21]. Zginęło łącznie ok. 50 osób[22].
- szpital w kościele św. Jacka – w momencie gdy Niemcy przystąpili do likwidacji szpitala przebywało tam około 200 pacjentów. 80 lżej rannym pozwolono opuścić szpital. Budynek został następnie podpalony, a ciężko rannych wyniesiono na ulicę, gdzie bez żadnej pomocy medycznej przebywali pod gołym niebem przez blisko dwa dni, dopóki Niemcy nie pozwolili wreszcie przenieść rannych do szpitala w kościele Karmelitów na Krakowskim Przedmieściu. Do tego czasu Niemcy zamordowali co najmniej kilkunastu rannych. Opiekujące się nimi sanitariuszki nagminnie padały ofiarą gwałtów[21].
- szpital przy ulicy Długiej 9 – Niemcy zamordowali nieustaloną liczbę rannych, w tym dwoje dziewcząt po amputacji nogi. Ciała ofiar spalono[23].
- punkt opatrunkowy przy ulicy Miodowej 24 – Niemcy wypędzili z punktu opatrunkowego personel i lżej rannych pacjentów, a 10 ciężko rannych wymordowali za pomocą granatów[18]. Trzy sanitariuszki, które pozostały z rannymi zaginęły bez wieści[24].
- punkt sanitarny przy ulicy Hipotecznej – Niemcy wyprowadzili z piwnic 17 rannych powstańców, których rozstrzelali na podwórzu domu[25].
- szpital przy ulicy Freta 10 – Niemcy zamordowali na miejscu 6 ciężko rannych oraz opiekującą się nimi sanitariuszkę. Pozostałym pacjentom i reszcie personelu zezwolono na opuszczenie Starówki[21].
- szpital przy ulicy Miodowej 23 – rannych powstańców uratowali przed wymordowaniem leżący tu ranni żołnierze niemieccy[1]. W czasie ewakuacji na Wolę Niemcy zastrzelili jednak czterech członków personelu – greckich Żydów uwolnionych z obozu przy ul. Gęsiej[18].

Ponadto zamordowano na miejscu kilkudziesięciu ciężko rannych ze szpitali cywilnych przy ulicy Świętojerskiej oraz z klasztoru oo. Kapucynów przy ulicy Miodowej. Wielu rannych powstańców i cywilów zamordowano także w egzekucjach na terenie fabryki Pfeiffera na Woli. Dopiero po dwóch dniach pułkownik Willi Schmidt, dowódca 608. pułku bezpieczeństwa, pozwolił na udzielenie pomocy tym rannym powstańcom, którzy przeżyli masakrę i wciąż ukrywali się w ruinach Starego Miasta.

## Rozprawa z ludnością cywilną
Zajmując opuszczone przez powstańców tereny Starego Miasta Niemcy zachowywali się w sposób bezwzględny i okrutny. Piwnice, w których ukrywali się cywile były obrzucane granatami lub podpalane za pomocą benzyny, a uciekających w popłochu ludzi mordowano ogniem broni maszynowej. Dopiero po pewnym czasie niemieckie dowództwo nakazało wstrzymać rzeź i usunąć poza obręb Starówki wszystkich cywilów zdolnych do poruszania się o własnych siłach. Ranni, chorzy, starcy i niedołężni (nie mówiąc o wziętych do niewoli powstańcach) mieli zostać zlikwidowani.
Cywilów brutalnie wypędzano z piwnic i schronów, dając im zaledwie kilka minut na opuszczenie pomieszczenia. Ociągających się lub stawiających opór mordowano na miejscu. Następnie domy podpalano wraz z tymi ludźmi, którzy jeszcze nie zdążyli ich opuścić. Ludność cywilną wypędzano ze Starówki dwiema trasami. Pierwsza wiodła przez plac Zamkowy, Mariensztat, ulicę Bednarską, Krakowskie Przedmieście i Ogród Saski, skąd ludność pędzono następnie ulicami Chłodną i Wolską do kościoła św. Wojciecha na Woli. Druga trasa wiodła przez park Traugutta i ulice: Konwiktorską, Muranowską i Zamenhofa do magazynów na Stawkach, a stamtąd na Wolę – do fabryki Pfeiffera przy ulicy Okopowej i kościoła św. Wojciecha. Wysiedlaniu mieszkańców Starówki towarzyszyło bicie, szykany, obelgi oraz grabież co cenniejszych przedmiotów osobistych. Niemieccy żołnierze oraz kolaboranci ze wschodnich jednostek ochotniczych wyciągali z tłumów młode kobiety i dziewczęta, które następnie gwałcili w ruinach.
Ponadto cywile również padali ofiarą mniej lub bardziej oficjalnych „selekcji” przeprowadzanych na Placu Zamkowym, Stawkach, w Parku Traugutta, fabryce Pfeiffera oraz w kościele św. Wojciecha na Woli. Ranni, chorzy, starcy, niedołężni, osoby podejrzewane o udział w powstaniu lub ludzie, którzy po prostu narazili się czymś żołnierzom eskorty byli wyciągani z tłumu i mordowani. Łącznie, po upadku Starówki Niemcy zamordowali co najmniej 3 tys. osób, w tym blisko 1 tys. rannych powstańców. Według niektórych danych liczba zamordowanych mogła nawet sięgać 5 tys. – 7 tys. ofiar.
Ocaleli mieszkańcy Starówki byli kierowani do obozu przejściowego w Pruszkowie. Do pruszkowskiego obozu trafiło w pierwszych dniach września blisko 75 tysięcy uchodźców z różnych dzielnic Warszawy, co spowodowało jedno z największych zagęszczeń w jego historii. Z Pruszkowa większość mieszkańców Starówki została po pewnym czasie wywieziona do niemieckich obozów koncentracyjnych. Już pod koniec sierpnia 1944 r. szef Głównego Urzędu Bezpieczeństwa Rzeszy (RSHA) SS-Obergruppenführer Ernst Kaltenbrunner zalecił bowiem dowództwu GA „Środek”, aby ze względu na „poważne względy policyjnego bezpieczeństwa” podstawową masę zdolnych do pracy mężczyzn i kobiet z Warszawy kierować do pracy w kacetach. Jedynie kobiety z małymi dziećmi mogły być traktowane jako polskie robotnice cywilne i oddawane do dyspozycji Głównego Pełnomocnika dla Mobilizacji Sił Roboczych.